# إزرائيل بيك
إزرائيل بيك هو شخصية أعمال بولندي، ولد في 1891 في سانوك في بولندا، وتوفي في 1972 في أنتويرب في بلجيكا.